# Pöritzsch
Pöritzsch ist ein Ortsteil der Stadt Saalburg-Ebersdorf im Saale-Orla-Kreis in Thüringen.

## Geografie und Geologie
Auf einer herzförmigen, östlich neigenden Hochfläche links des Bleilochstausees am Brückenübergang von Saalburg Richtung Ebersdorf liegt Pöritzsch im Südostthüringer Schiefergebirge. Die Anhöhen und Hänge am Stausee sind bewaldet. Früher führte hier die alte Nürnberger Straße Richtung Leipzig durch das Saaletal über Saalburg nach Schleiz. Die landwirtschaftlich genutzte Fläche ist sehr fruchtbar, weil der Boden einen hohen Feinerdeanteil und Humusgehalt besitzt.
Mit der Linie 610 des Verkehrsunternehmens KomBus hat Pöritzsch Anschluss an die Städte Schleiz, Bad Lobenstein und Lehesten.

## Nachbarorte
Nachbarorte sind gen Osten rechts der Talsperre Saalburg, südlich liegt Zoppoten und westlich Friesau.

## Geschichte
Am 15. April 1352 wurde Pöritzsch urkundlich erstmals erwähnt. Am 1. Juli 1950 wurde Pöritzsch nach Saalburg eingemeindet.
2016 wohnen 127 Personen im Ort, die sich in der Urlaubssaison um die Gäste bemühen. Ansonsten ist der Weiler immer noch landwirtschaftlich geprägt.